# Seule Soromon
Seule Soromon (14 de agosto de 1984 en Mele) es un futbolista vanuatuense que juega como delantero en el Wairarapa United de la Central Premier League de Nueva Zelanda.

## Carrera
Debutó en 2005 en el Tupuji Imere, en 2006 el Suva FC fiyiano lo fichó, pero en 2007 el Wairarapa United de Nueva Zelanda se quedó con su pase. Dio el salto a la semiprofesionalidad en 2008 cuando llegó al Hawke's Bay United, sin embargo no tuvo mucha continuidad y en 2009 se fue al YoungHeart Manawatu. En 2013, la franquicia perdió su cupo en la ASB Premiership, por lo que Soromon regresó al Wairarapa United.

### Clubes
| Club                | País          | Año             |
| ------------------- | ------------- | --------------- |
| Tupuji Imere        | Vanuatu       | 2005 - 2006     |
| Suva FC             | Fiyi          | 2007            |
| Wairarapa United    | Nueva Zelanda | 2007 - 2008     |
| Hawke's Bay United  | Nueva Zelanda | 2008 - 2009     |
| YoungHeart Manawatu | Nueva Zelanda | 2009 - 2013     |
| Wairarapa United    | Nueva Zelanda | 2013 - Presente |

### Selección nacional
Disputó con Vanuatu los Juegos del Pacífico Sur 2007, en donde le convirtió cinco goles a Samoa Americana, tres a Tonga, uno a Samoa y en otra ocasión frente a las Islas Salomón en el partido por el tercer lugar que le permitió al elenco vanuatuense quedarse con la medalla de bronce y clasificar a la Copa de las Naciones de la OFC 2008. Soromon disputaría luego dos encuentros de dicha competición, ambos frente a Nueva Zelanda.